# Albert Legrand
Albert Legrand war ein französischer Hersteller von Automobilen.

## Unternehmensgeschichte
Das Unternehmen aus Paris begann 1913 mit der Produktion von Automobilen und stellte auf dem Pariser Automobilsalon aus. Der Markenname lautete Legrand. Im gleichen Jahr endete die Produktion bereits wieder. Es bestand keine Verbindung zum Automobilhersteller Legrand, der 1901 tätig war.

## Fahrzeuge
Im Angebot stand nur ein Modell. Für den Antrieb sorgte ein Vierzylindermotor. Der Motor war vorne im Fahrzeug montiert und trieb über eine Kardanwelle die Hinterachse an. Die Besonderheit war, dass die Kardanwelle flexibel war. Das Getriebe verfügte über drei Gänge.